# Jörg Hillmann
Jörg Hillmann (* 26. Juni 1963 in Bremen; † 21. Oktober 2023 in Potsdam) war ein deutscher Marineoffizier (Kapitän zur See) und Militärhistoriker. Von 2017 bis 2021 war er Kommandeur des Zentrums für Militärgeschichte und Sozialwissenschaften der Bundeswehr in Potsdam.

## Leben
Hillmann trat 1981 als Grundwehrdienstleistender in die Bundeswehr ein. 1982 wurde er Marineoffizieranwärter (Crew VII/82). Nach seiner Beförderung zum Marineoffizier 1985 wurde er unterschiedlich verwendet u. a. von 1986 bis 1988 als Artillerieoffizier auf dem Zerstörer Hessen und 1988/89 als Ausbildungsoffizier auf dem Schulschiff Deutschland. Von 1989 bis 1992 war er Kompaniechef im Wachbataillon beim Bundesministerium der Verteidigung in Siegburg. Im Anschluss studierte er von 1992 bis 1995 Geschichte und Sozialwissenschaften an der Universität der Bundeswehr Hamburg (M.A. Die Auseinandersetzungen um den Alster-Beste-Trave-Kanal vor dem Reichskammergericht von 1525–1531). Danach war er wissenschaftlicher Mitarbeiter und wurde 1999 bei Eckardt Opitz (Erstgutachter), Rainer Postel (Zweitgutachter) und Jörn Eckert (Drittgutachter) am Fachbereich Pädagogik mit der frühneuzeitlichen Dissertation Territorialrechtliche Auseinandersetzungen der Herzöge von Sachsen-Lauenburg vor dem Reichskammergericht im 16. Jahrhundert zum Dr. phil. promoviert.
Von 1998 bis 2001 war er Lehrstabsoffizier für Militärgeschichte und Leiter des Wehrgeschichtlichen Ausbildungszentrums an der Marineschule Mürwik in Flensburg. Von 2001 bis 2004 wechselte er als wissenschaftlicher Mitarbeiter zurück an die Helmut-Schmidt-Universität nach Hamburg. 2004/05 wirkte er als Bereichsleiter für Historische Bildung und als stellvertretender Abteilungsleiter „Ausbildung, Information und Fachstudien“ am Militärgeschichtlichen Forschungsamt in Potsdam. Danach war er Dezernent für Fähigkeitsentwicklung im Stab des Deutschen Militärischen Vertreters beim NATO-Militärausschuss und dem Militärausschuss der Europäischen Union in Brüssel eingesetzt. 2007/08 war er Grundsatzreferent für Europäische Union im Führungsstab der Streitkräfte in Berlin. 2009 wurde er, erneut in Brüssel, Dezernatsleiter. 2012 wurde er Capability Manager für die Fähigkeitsprofile „Engage, Protect, Command und Inform“ bei der Europäischen Verteidigungsagentur (EVA) in Brüssel. Mit der Umstrukturierung wurde er 2014 Head of Unit der Land and Maritime Domains am Direktorat „Capabilities, Armament & Technology“. 2016/17 wirkte er als Dozent im Fachbereich Marine an der Führungsakademie der Bundeswehr in Hamburg. Bis 2017 war er außerdem deutscher Vorsitzender des Netzwerks für Meeresüberwachung MARSUR. Ab dem 29. September 2017 war er Nachfolger von Hans-Hubertus Mack als Kommandeur des Zentrums für Militärgeschichte und Sozialwissenschaften der Bundeswehr in Potsdam. Im März 2021 wurde er überraschenderweise seines Dienstpostens enthoben, da er bei seinen notwendigen Fahrten das Dienstfahrzeug für insgesamt rund 150 Kilometer innerhalb eines Jahres oder mehrerer Jahre nicht korrekt genutzt haben soll.
Seine Forschungsschwerpunkte waren norddeutsche Landesgeschichte, Militärgeschichte und Geschichtsdidaktik, insbesondere veröffentlichte er zur Marinegeschichte. Beiträge erschienen u. a. im Schleswig-Holstein-Lexikon und in der Neuen Deutschen Biographie. Er war Mitherausgeber der Reihen Kleine Schriftenreihe zur Militär- und Marinegeschichte (im Auftrag des Freundeskreises der Marineschule Mürwik und der Stiftung Deutsches Marinemuseum; mit Jens Graul und Stephan Huck) und Selbstzeugnisse des Mittelalters und der beginnenden Neuzeit (mit Sabine Schmolinsky und Markus Späth) im Verlag Dr. Dieter Winkler und Herausgeber der Geschichtsseiten der Deutschen Marine. Hillmann war Mitglied des Historischen Beirates des Marine-Ehrenmals Laboe sowie der wissenschaftlichen Beiräte der Zeitschrift Militär & Geschichte, der Deutschen Gesellschaft für Schiffahrts- und Marinegeschichte und der Stiftung für Marinegeschichte in Berlin. Überdies war er Mitglied der Deutschen Kommission für Militärgeschichte, des Deutschen Maritimen Instituts und des Boards der Internationalen Kommission für Militärgeschichte sowie Vorstandsmitglied der Ranke-Gesellschaft und Kuratoriumsmitglied der Stiftung Garnisonkirche Potsdam.
Hillmann bekleidete ab 2009 den Dienstgrad eines Kapitäns zur See. 2009/10 absolvierte er den 5. High Level Course „Robert Schuman“ am Europäischen Sicherheits- und Verteidigungskolleg in Thessaloniki.

## Schriften (Auswahl)

### Monografien
- Territorialrechtliche Auseinandersetzungen der Herzöge von Sachsen-Lauenburg vor dem Reichskammergericht im 16. Jahrhundert (= Rechtshistorische Reihe. Band 202). Lang, Frankfurt am Main 1999, ISBN 3-631-34807-X.
- „Das rote Schloß am Meer“. Die Marineschule Mürwik seit ihrer Gründung. Convent Verlag, Hamburg 2002, ISBN 3-934613-26-8.
- Der 20. Juli 1944 und die Marine. Ein Beitrag zu Ereignis und Rezeption. Mit einem Vorwort von Lutz Feldt. Winkler, Bochum 2004, ISBN 3-89911-029-3.
- Die Schlacht im Atlantik 1939-1945. (= Kriege der Moderne, herausgegeben vom Zentrum für Militärgeschichte und Sozialwissenschaften der Bundeswehr), Stuttgart 2024, ISBN 978-3-15011460-5.

### Herausgeberschaften
- Mit Michael Busch: Adel – Geistlichkeit – Militär. Festschrift für Eckardt Opitz zum 60. Geburtstag (= Schriftenreihe der Stiftung Herzogtum Lauenburg. Sonderband). Winkler, Bochum 1999, ISBN 3-930083-07-8.
- „Der Fall Weiß“. Der Weg in das Jahr 1939 (= Kleine Schriftenreihe zur Militär- und Marinegeschichte. Band 1). Winkler, Bochum 2001, ISBN 3-930083-65-5.
- Mit John Zimmermann: Kriegsende 1945 in Deutschland (= Beiträge zur Militärgeschichte. Band 55). Im Auftrag des Militärgeschichtlichen Forschungsamtes. Oldenbourg, München 2002, ISBN 3-486-56649-0.
- Mit Eckardt Opitz: 1789–1989, 200 Jahre Revolutionen in Europa. Ein Beispiel für die historisch-politische Bildung in den Streitkräften (= Kleine Schriftenreihe zur Militär- und Marinegeschichte. Band 5). Winkler, Bochum 2003, ISBN 3-89911-013-7.
- Erleben – Lernen – Weitergeben – Friedrich Ruge (1894–1985) (= Kleine Schriftenreihe zur Militär- und Marinegeschichte. Band 10). Winkler, Bochum 2005, ISBN 3-89911-041-2.
- Mit Michael Epkenhans, Frank Nägler: Skagerrakschlacht. Vorgeschichte – Ereignis – Verarbeitung (= Beiträge zur Militärgeschichte. Band 66). Oldenbourg, München 2009, ISBN 978-3-486-58803-3 (2. Auflage. ebenda 2010, ISBN 978-3-486-70270-5).

- englische Ausgabe: Jutland. World War I's Greatest Naval Battle (= Foreign military studies). University Press of Kentucky, Lexington 2015, ISBN 978-0-8131-6605-6.

- Mit Constantinos Ch. Hadjisavvas: Military Capability Development in the framework of the Common Security and Defence Policy. Verteidigungsministerium der Republik Zypern, Nikosia 2012, ISBN 978-9963-748-91-4.